# نانيت ميدفيد (ممثلة)
نانيت ميدفيد (بالإنجليزية: Nanette Medved)‏ هي ممثلة أمريكية، ولدت في 1970 في هاواي في الولايات المتحدة.

## وصلات خارجية
- نانيت ميدفيد (ممثلة) على موقع IMDb (الإنجليزية)
- نانيت ميدفيد (ممثلة) على موقع قاعدة بيانات الفيلم (الإنجليزية)
- نانيت ميدفيد (ممثلة) على موقع كينوبويسك (الروسية)